# 241 (numero)
Duecentoquarantuno (241) è il numero naturale dopo il 240 e prima del 242.

## Proprietà matematiche
- È un numero primo.
- È un numero difettivo.
  - È un numero primo gemello con 239.
  - È un numero primo regolare.
  - È un primo di Gauss.
- È un numero 16-gonale centrato, 24-gonale centrato e 40-gonale centrato.
- È un numero di Ulam.
- È un numero odioso.
- È un numero di Proth, dato che 241=15·24+1.
- È un numero fortunato.
- È un numero palindromo nel sistema di numerazione posizionale a base 12 (181) e a base 15 (111). In quest'ultima base è altresì un numero a cifra ripetuta.
- È l'unico numero n tale che l'n-simo numero primo sia uguale a π(n·π(n))
- Può essere espresso come sia come somma che come differenza di due quadrati: 241=4²+15²=120²-119².
- È parte delle terne pitagoriche (120, 209, 241), (241, 29040, 29041).

## Astronomia
- 241P/LINEAR è una cometa periodica del sistema solare.
- NGC 241 è un ammasso aperto della costellazione del Tucano. (Appartenente alla Piccola Nube di Magellano).

## Astronautica
- Cosmos 241 è un satellite artificiale russo.

## Altri ambiti
- 241 Germania è un asteroide della fascia principale.
- +241 è il prefisso telefonico internazionale del Gabon.
- È la massa, espressa in UMA, del nuclide americio 241, l'isotopo dell'americio più abbondante usato nei rilevatori di fumo.